# Капестрано
Капестра̀но (на италиански: Capestrano) е село и община в Южна Италия, провинция Акуила, регион Абруцо. Разположено е на 465 m надморска височина. Населението на общината е 874 души (към 2012 г.).